# Jose Mugrabi
José Mugrabi (nacido en 1939 en Jerusalén, Israel) es un coleccionista de arte israelí.

## Biografía
José Mugrabi (Yosef Mugrabi) nació en una familia sirio-judía en Jerusalén. Se crio en el barrio de Mahane Yehuda. Su familia logró establecer una tienda de comestibles en Nahalat Ahim. A la edad de 16 años, se fue a Colombia a vivir con unos parientes y se involucró en el negocio textil. Comenzando como un chico encargado de los recados, se convirtió en uno de los principales importadores del país. En 1982, se trasladó a Nueva York, donde conoció al comerciante de arte Jeffrey Deitch y comenzó a coleccionar arte.
Mugrabi vive en Manhattan con su esposa Mary.

## Colección de arte
José Mugrabi posee la mayor colección del mundo de pinturas de Andy Warhol. Su colección de arte incluye obras de Renoir, Picasso, Rodin, Ernst, Daumier, Damien Hirst y Jeff Koons, además de 800 Warhols.
En noviembre de 1988, en Sotheby's en Nueva York, estableció un nuevo récord mundial de la obra de Warhol cuando compró "Veinte Marilyns" por 3.96 millones de dólares. En mayo de 2002 adquirió una répliica del ready-made Fuente de Duchamp por un millón de dólares.